# 多花丛菔
多花丛菔（学名：Solms-laubachia floribunda），为十字花科丛菔属下的一个植物种。